# Winnie Mandela
Winnie Madikizela-Mandela (født 26. september 1936 i Bizana, død 2. april 2018) var borgerretsforkæmper i organisationen African National Congress (ANC) i Sydafrika, som kæmper for de indfødtes rettigheder. Hun var en meget fremtrædende figur under kampen mod apartheidstyret i Sydafrika. Fra 1994 til 2003 var hun medlem af parlamentet  og igen fra 2009 til sin død. Fra 1994 til 1996 var hun viceminister, men måtte træde tilbage efter beskyldninger om korruption.
Hun blev gift med Nelson Mandela i 1958 og skilt igen i 1996. De fik to børn sammen. Hendes tilhængere kaldte hende "nationens moder".

## Liv og gerning

### Baggrund og opvækst
Winnie Mandela voksede op i landsbyen Mbongweni, sammen sine forældre og otte søstre.

### Anti-apartheid-aktivist
Madikizela-Mandela blev ved sit ægteskab med anti-apartheid aktivisten Nelson Mandela i Johannesburg i 1958 aktiv i ANC - bevægelsen. I 1963 blev Nelson Mandela fængslet for landsforræderi og Winnie var hans talerør udadtil gennem de 27 år, han tilbragte i fængslet. I denne periode blev hun en ledende skikkelse i ANC, og hun var flere gang arresteret og tortureret af sikkerhedsstyrkerne.. I 1969 blev hun fængslet og tilbragte 17 måneder i arrest. Efter en større opstand i Johannesburg i 1976 blev hun fængslet, hvorefter hun blev forvist til en landlig provins. I 1985 fik hun lov til at vende hjem til Soweto og blev politisk leder af oprørsbevægelsen her.

### Beskyldninger om overgreb
Efter apartheid-styrets fald etablerede (TRC) Nelson Mandelas regering en kommission, der skulle undersøge brud på menneskerettighederne under apartheidstyret. Kommissionen fandt Madikizela-Mandela politisk og moralsk ansvarlig for overgreb, begået af "Mandela United Football Club", hendes sikkerhedskorps.

### Skilsmisse
I 1991 blev hun idømt 6 års fængsel som medansvarlig for bortførelsen af en 14-årig dreng. Drengen blev senere fundet død. Hun fik dog ved en appeldomstol nedsat straffen til et år. Dette var medvirkende til at Nelson Mandela, som var blevet løsladt den 11. februar 1990, begærede separation i 1992. Efter skilsmissen i 1996 opretholdt de dog indbyrdes kontakt, og hun besøgte ham under hans sygdomsperiode og deltog i hans begravelse.

### Bedragerianklager
Winnie Mandela blev den 25. april 2003 idømt fem års fængsel for bedrageri og tyveri for knap en million kr. Bedrageriet blev blandt andet begået gennem ANC's kvindeliga. Kort efter dommen trak hun sig tilbage fra alle ledende poster i ANC og ligeledes fra sit sæde i parlamentet og formandsposten i ANC Women's League. I juli 2004 afgjorde en appeldomstol, at hendes forbrydelser ikke var udført for personlig vinding. Hun blev frikendt for tyveri, men fik 3 år og 6 måneders betinget fængsel for bedrageri.

### Død
Den 2. april 2018 meddelte Mandelas personlige assistent Zodwa Zwane at Winnie Mandela var sovet stille ind. Ifølge hendes familie døde hun efter lang tids sygdom. De sagde også, at hun havde været inde og ude af hospitalet siden starten af året.

## Reference
1. ↑  Navnet er anført på bokmål og stammer fra Wikidata hvor navnet endnu ikke findes på dansk.
2. 1 2  "Winnie Madikizela has died". heraldlive.co.za (engelsk). 2. april 2018. Hentet 2. april 2018.
3. ↑  Search Icon
4. ↑  "Arkiveret kopi". Arkiveret fra originalen 4. april 2018. Hentet 4. april 2018.
5. 1 2 3 4  Winnie Mandela: the turbulent life of the woman who went from 'Mother of the Nation' to 'mugger' | The Independent | The Independent
6. 1 2  Winnie Madikizela-Mandela obituary | South Africa | The Guardian
7. ↑  "Truth and Reconciliation Commission of South Africa Report, Volume Two, Chapter 6 (pp. 543–82): Special Investigation: Mandela United Football Club" (PDF). 29. oktober 1998. Arkiveret fra originalen (PDF) 4. november 2009. Hentet 10. juli 2010.
8. 1 2  Rough justice for Winnie's victims | World news | The Guardian
9. ↑  Smith, David (6. december 2013). "Nelson and Winnie Mandela's marriage ended, but the bond was never broken". The Guardian.
10. ↑  "ANC: We won't dump Winnie". South Africa: Sunday Times. 27. april 2003.
11. ↑  "Winnie Mandela resigns ANC posts". CNN. 25. april 2003. Arkiveret fra originalen 2. oktober 2019. Hentet 4. april 2018.
12. ↑  "Winnie: No personal gain". News24. 7. maj 2004. Arkiveret fra originalen 30. september 2007.